# Greeley Estates
Greeley Estates est un groupe de metalcore américain, originaire de Phoenix, en Arizona. Formé en 2002, le groupe compte un total de cinq albums studio et trois EP. À ses débuts, le groupe est axé emo et post-hardcore, mais des changements de formation mèneront à un son plus axé metalcore comme en témoigne son troisième album Go West Young Man, Let the Evil Go East (en) (2008).
Greeley Estates signe aux labels Tragic Hero Records et Ferret Music en 2009 et publie son quatrième album No Rain, No Rainbow en 2010. Le groupe publie un cinquième album, The Death of Greeley Estates, le 9 août 2011 (ne pas confondre avec le DVD homonyme publié en 2005).

## Biographie

### Débuts (2002–2008)
Le groupe est formé par Ryan Zimmerman (chant), Brandon Hackenson (guitare), Dallace Smith (guitare), Jared Wallace (basse) et Mike Coburn (batterie). Fin 2003, Mike Coburn quitte le groupe peu avant qu'ils commencent une première tournée. Leur premier album, Outside of This, sort en 2004 sur aucun label. Avant d'entamer leur tournée aux États-Unis, le groupe cherche un nouveau bassiste et Jared Wallace est remplacé par Josh Applebach. En 2005, ils signent à Record Collection et participent ensuite au Vans Warped Tour.
En mi-2006, Greeley Estates enregistre un deuxième album, Far from the Lies, publié la même année. Le 31 janvier 2007, le bassiste Josh Applebach annonce son départ de Greeley Estates pour une carrière d'enseignant en Arizona. Bradley Murray (ex-Versus the Mirror) de Tucson, devient leur bassiste de tournée. Il fait sa première apparition scénique le 3 février 2007 à Safford, en Arizona. Le 3 juin 2007, le guitariste Dallas Smith annonce son départ du groupe afin de se consacrer à sa famille, à la période durant laquelle il est en attente de deux jumelles (son épouse ayant plus tard fait une fausse couche) et annonce son dernier concert le 20 juin 2007 au Clubhouse de Tempe. Après une tournée mexicaine avec Silverstein, Brad Murray quitte le groupe pour des raisons personnelles.
Le 4 septembre 2007, Greeley Estates enregistre un nouvel album. Les deux nouveaux membres de Greeley Estates sont Alex Torres (ex-Eyes Set to Kill) et Joshua Ferguson (ex-Glory Nights). Pendant l'enregistrement de Go West Young Man, Let The Evil Go East, Joshua Ferguson quitte le groupe pour devenir apprenti-styliste à Calgary, en Alberta, Canada.
Greeley Estates annonce alors Tyler « Telle » Smith comme nouveau bassiste (ex-In Fear and Faith). Smith joue son premier concert le 9 avril 2008, au Clubhouse de Tempe, Arizona. La même année, Greeley Estates fait paraître sa chanson Let The Evil Go East sur la compilation du Warped Tour 2008. Go West Young Man, Let The Evil Go East est publié le 6 mai 2008. Le 14 novembre 2008, Greeley Estates annonce le départ de Smith pour rejoindre The Word Alive.

### No Rain, No Rainbow(2009–2010)
Une chanson du quatrième album, intitulée Seven Hours, accompagnée de Jealousy Breeds Killing Sprees avec Craig Mabbitt d'Escape the Fate au chant, est publiée en novembre 2009. Friends Are Friends for Never, extraite de l'album No Rain, No Rainbow est aussi publiée. Le 12 juin 2010, le guitariste Alex Torres annonce son départ du groupe sur MySpace. Greeley Estates tournera à l'international avec des groupes comme Vanna, Tides of Man, A Bullet for Pretty Boy et The Crimson Armada.
Greeley Estates se lance dans son cinquième album en 2010, à l'origine prévu pour mars ou avril.

### The Death of Greeley Estates(2011)
Concernant le cinquième album du groupe, Zimmerman explique à l'AMP Magazine, « on pense à faire une sorte de mélange entre nos deux derniers albums, Go West et No Rain, puis y amener un peu de chant et de mélodie, tout en gardant un style heavy. Mais je ne suis pas encore sûr de la direction lyrique. » Ce cinquième album est prévu pour été (puis repoussé à août). Le groupe fait participer Cory Spotts à la production (celui qui a produit leur album Outside of This en 2004). Ils révèlent ensuite le nom de l'album The Death of Greeley Estates.
Le 1er juin 2011, le premier single est publié sur Facebook, et s'intitule The Last Dance. Le 7 juin, une autre chanson, Friendly Neighborhood Visit, est publiée par l'Alternative Press.

### The Narrow Road/Devil Son(depuis 2012)
Greeley Estates annonce qu'un album sera publié en fin d'année, et correspondra à deux parties composées chacune de sept chansons : The Narrow Road, le 20 novembre 2012, et Devil Son, le 9 avril 2013. Ils publieront ces albums indépendamment. Ils publient le single Lot Lizards issue de The Narrow Road le 25 octobre. Le 5 avril 2013 sort le clip de la chanson Marionette sur YouTube.
Le 14 septembre 2015, Greeley Estates annonce qu'un nouvel album arrive pour 2016. Cependant, en date de 2017, aucune nouvelle information n'est transmise.

## Membres

### Membres actuels
- Ryan Zimmerman – chant (depuis 2002)
- Chris Julian – batterie (depuis 2009)
- David Ludlow – basse (2009–2010), guitare (depuis 2010)
- Kyle Koelsch – basse (depuis 2010)

### Anciens membres
- Brandon Hackenson – guitare (2002-2014)
- Dallas Smith - guitare (2002-2007)
- Alex Torres - guitare (2007-2010)
- Jared Wallace - basse (2002-2004)
- Josh Applebach - basse (2004-2007)
- Bradley Murray - basse, chœurs (2007)
- Joshua « Fergz » Ferguson - basse, chœurs (2007-2008)
- Tyler « Telle » Smith - basse, chœurs (2008)
- David Hubbard - batterie (2003-2004)
- Mike Coburn - batterie (2002-2003)
- Brian Champ - batterie (2004-2009)

## Discographie

### Albums studio
- 2004 : Outside of This
- 2006 : Far From the Lies
- 2008 : Go West Young Man, Let The Evil Go East
- 2010 : No Rain, No Rainbow
- 2011 : The Death of Greeley Estates

### Album live
- 2005 : The Death of Greeley Estates (DVD)

### EP
- 2005 : Caveat Emptor
- 2012 : The Narrow Road
- 2013 : Devil Son